# Premio Ondas
Een Premio Ondas (meervoud: de Premios Ondas) is een Spaanse prijs waarvan er elk jaar een aantal uit worden gereikt in de disciplines radio, televisie, film en muziek in Barcelona. De prijzen bestaan sinds 1954 en worden toekend door Radio Barcelona. Omdat het de belangrijkste televisie- en radioprijzen van Spanje zijn genieten ze nationaal en internationaal veel aanzien.

## Categorieën
De categorie "internationaal" bestaat sinds 1956 en sinds 1957 de categorie "televisie". In de jaren 90 werd dit verder uitgebreid: sinds 1991 worden er ook prijzen in de categorie "film" uitgereikt, en sinds 1992 aan muzikanten. In deze laatste categorie wordt de laatste jaren één enkele prijs aan een internationale artiest uitgereikt. Winnaars zijn onder anderen U2, Sting en de Spice Girls. 
Voor radio en televisie bestaat naast de categorie "internationaal" ook nog de categorie "Iberoamerikaans", waarin prijzen toe worden gekend aan programma's, artiesten en films afkomstig uit Zuid-Amerika en het Iberisch schiereiland.

## Belgische winnaars
In de hieronder staande lijst hebben alle programma's vanaf 1974 een prijs gewonnen in de categorie televisie, tenzij anders vermeld
- 1957: Janine Lambotte, NIR, beste presentatrice
- 1964: Frédéric Guardon, BRT, beste scriptschrijver
- 1966: Paul Danblon, BRT, beste scriptschrijver
- 1968: Barrabas, BRT, beste serie
- 1969: Jhon Dauriac, BRT, beste televisieregisseur
- 1974: Un géant et des puces, BRT
- 1977: Luc Varenne, BRT
- 1979: Les enfants de soeur Emanuelle, BRT
- 1985: De Burgemeester van Veurne, BRT
- 1993: Piazza, Elke dag verdwijnt er wel iets, BRTN
- 1996: Cuba 111, BRTN
- 2001: Man bijt hond, VRT
- 2004: Doe de stemtest, VRT
- 2015: Les mots de ma mère, Atelier de création sonore radiophonique (ACSR), categorie Radio

## Nederlandse winnaars
In de hieronder staande lijst hebben vanaf 1974 alle programma's een prijs gewonnen in de categorie televisie, tenzij anders vermeld.
- 1958: NRU, beste programmaleiding Spaanstalige programma's in het buitenland
- 1961: NOS, beste kinderprogramma
- 1963: The Stols, KRO, beste script
- 1968: Washington na de moord op Martin Luther King, KRO, beste reportage
- 1969: Bommen op Umuahia, KRO, beste reportage
- 1970: De honger in Yemen, KRO, beste reportage
- 1971: Dolle Mina's, KRO, beste reportage
- 1972: Het leger in Ierland, AVRO, beste reportage
- 1973: Turks in Rotterdam, AVRO, beste reportage
- 1975: De abortusbus in Parijs, AVRO,
- 1976: Radio Lawaaipapegaai, AVRO, In de categorie radio
- 1977: Het verhaal van Pieter Menten, NOS
- 1978: Moe, we blijven altijd bij je, NCRV
- 1979: Soms wint de zee, NOS
- 1981: Ramses en Liesbeth, AVRO
- 1986: Vinger aan de Pols, afl. Beenmergtransplantatie van Anjo, NOS/AVRO
- 1987: Herinneringen aan Anne Frank, NOS/AVRO
- 1988: Nieuwslijn, wapenhandel, VOO
- 1992: Op afbetaling, VPRO/NOS
- 1993: Het stuk in kwestie, NOS/VPRO
- 1997: Mijn Franse tante Gazeuse, AVRO/NOS
- 2000: Hertenkamp, VPRO
- 2002: Dunya & Desie, NPS
- 2005: Je zal het maar hebben, BNN
- 2006: Shouf Shouf!, VARA
- 2008: Keuringsdienst van Waarde, RVU
- 2013: Mijn vader is, VPRO